# 安田島
26°44′48″N 128°19′58″E / 26.74667°N 128.33278°E
安田島（日语：／ Adaka-jima、琉球語：／ ）是沖繩縣國頭郡國頭村所屬的一個無人島。
安田島位於沖繩島北部的東海岸，位於國頭村安田地區東北約500公尺沿岸位置。基岩是古近紀的砂岩為主體的嘉陽層。基岩上堆積著砂礫，島中央部位露出基岩。海岸形成沙灘，島嶼周圍的海域有數個珊瑚礁。